# The Holy Land (альбом)
The Holy Land — третий госпел-альбом и 30-й по счёту альбом американского кантри-певца Джонни Кэша, выпущенный на Columbia Records в 1969 году. На создание этого концептуального альбома, объединяющего повествование с музыкой, его вдохновила поездка в Израиль (в Святую землю, как следует из названия) со своей женой Джун Картер Кэш. Бо́льшая его часть состоит из записей на портативный магнитофон, сделанных Кэшем во время поездки, на которых он описывает то, что видит, посещая святые места в Иерусалиме и его окрестностях. Остальная часть альбома состоит из песен в стиле госпел. На обложке альбома изображён Кэш, стоящий перед часовней на вершине Горы Блаженств, к северу от Галилейского моря.

## История создания
Работа над альбомом происходила в период с июля по сентябрь 1968 года в Columbia Studios в Нэшвилле, штат Теннесси, в которой были записаны все песни, а к записям голоса, сделанным в Израиле, были добавлены наложения. Все песни, кроме трёх, были написаны Кэшем, хотя единственный сингл «Daddy Sang Bass», который достиг первого места в чартах Country и оставался на этом месте в течение шести недель, принадлежит перу Карла Перкинса. Сам альбом достиг 6 места в чарте кантри-альбомов Billboard Top Country Albums.
К концепции посещения библейских мест и объединения повествования с музыкой Кэш возвращался еще дважды в своей карьере на альбомах-саундтреках The Gospel Road (1973) и Return to the Promised Land (2000).

## Список композиций
Слова и музыка всех песен — Джонни Кэш, кроме тех, где указано иное.
| №                   | Название                                                       | Автор(ы)            | Длительность |
| ------------------- | -------------------------------------------------------------- | ------------------- | ------------ |
| 1.                  | «Prologue» (рассказ)                                           |                     | 0:54         |
| 2.                  | «Land of Israel»                                               |                     | 2:50         |
| 3.                  | «Mother's Love» (рассказ)                                      |                     | 1:32         |
| 4.                  | «This Is Nazareth» (рассказ)                                   |                     | 0:43         |
| 5.                  | «Nazarene»                                                     |                     | 2:03         |
| 6.                  | «Town of Cana» (рассказ)                                       |                     | 1:36         |
| 7.                  | «He Turned the Water into Wine»                                |                     | 2:47         |
| 8.                  | «My Wife June at the Sea of Galilee» (рассказ Джун Картер Кэш) |                     | 1:32         |
| 9.                  | «Beautiful Words» (рассказ с пением Кэша)                      |                     | 1:52         |
| 10.                 | «Our Guide Jacob at Mount Tabor» (рассказ и интервью)          |                     | 1:54         |
| 11.                 | «The Ten Commandments»                                         | Lew DeWitt          | 3:59         |
| 12.                 | «Daddy Sang Bass»                                              | Carl Perkins        | 2:19         |
| 13.                 | «At the Wailing Wall» (рассказ)                                |                     | 0:46         |
| 14.                 | «Come to the Wailing Wall»                                     |                     | 2:49         |
| 15.                 | «In Bethlehem» (рассказ)                                       |                     | 1:46         |
| 16.                 | «In Garden of Gethsemane» (рассказ)                            |                     | 1:57         |
| 17.                 | «The Fourth Man»                                               | Arthur Smith        | 2:08         |
| 18.                 | «On the Via Delorosa» (рассказ)                                |                     | 3:54         |
| 19.                 | «Church of the Holy Sepulchre» (рассказ)                       |                     | 1:06         |
| 20.                 | «At Calvary» (рассказ)                                         |                     | 3:33         |
| 21.                 | «God is Not Dead»                                              |                     | 2:45         |
| Общая длительность: | Общая длительность:                                            | Общая длительность: | 43:43        |

## Участники записи
- Джонни Кэш — вокал, гитара
- Carter Family, The Statler Brothers, Жан Ховард[5] — бэк-вокал
- Лютер Перкинс, Карл Перкинс — электрогитары
- Маршалл Грант — бас-гитара
- В. С. Холланд — ударные

## Позиция в чартах
Альбом — Billboard (США)
| Год  | Чарт           | Позиция |
| ---- | -------------- | ------- |
| 1969 | Country Albums | 6       |
| 1969 | Pop Albums     | 54      |

Сингл — Billboard (США)
| Год  | Сингл             | Чарт            | Позиция |
| ---- | ----------------- | --------------- | ------- |
| 1968 | «Daddy Sang Bass» | Country Singles | 1       |